# Slättåstjärnen (Idre socken, Dalarna)
Slättåstjärnen är en sjö i Älvdalens kommun i Dalarna och ingår i Dalälvens huvudavrinningsområde.